# 10412 Tsukuyomi
10412 Tsukuyomi è un asteroide della fascia principale. Scoperto nel 1997, presenta un'orbita caratterizzata da un semiasse maggiore pari a 2,9825838 UA e da un'eccentricità di 0,0619227, inclinata di 11,22156° rispetto all'eclittica.